# 南台街道 (镇雄县)
南台街道，是中华人民共和国云南省昭通市镇雄县下辖的一个街道办事处。
2013年4月22日，云南省人民政府批复同意撤销乌峰镇，设立乌峰街道、南台街道、旧府街道。

## 行政区划
南台街道下辖以下地区：
德政社区、东正街社区、文卫社区、西正街社区、南广社区和五谷村。